# Andrea Jochmanová
Andrea Jochmanová (* 8. října 1977 Brno) je divadelní historička, vědecká pracovnice, kurátorka, překladatelka a editorka. Užívá také variantu jména Andy Jochman.

## Život
Po maturitě na Střední škole informačních a knihovnických služeb v Brně a praxi v knihovnách a knihkupectvích studovala v letech 1998–2003 divadelní vědu na Filozofické fakultě Masarykovy univerzity (FF MU) v Brně. Během studia byla členkou studentského divadelního sdružení TheAtrum Cmundi, následně Divadla Čára.
V roce 2006 absolvovala doktorské studium na FF MU disertační prací Kontexty české divadelní avantgardy a tvorba režiséra Jiřího Frejky ve dvacátých letech XX. století. V letech 2006–2009 působila v Kabinetu divadelních studií Semináře estetiky FF MU Brno jako odborná asistentka, s katedrou nadále spolupracuje jako externí vyučující. 
Od roku 2006 je zaměstnána v Moravském zemském muzeu v Brně jako odborná pracovnice a kurátorka sbírek rukopisů, archiválií a scénografie. Připravuje zde i výstavy artefaktů spojených s divadelní historií. Od roku 2010 působí jako vědecká pracovnice, redaktorka a editorka v kabinetu pro výzkum divadla na Divadelní fakultě Janáčkovy akademie múzických umění v Brně (JAMU), zde také učí scénické souboje a šerm.

## Dílo
Dlouhodobě se zabývá dějinami českého divadla, otázkami vztahu divadla a folklóru, divadla a genderu, studiem kulturní antropologie a teorie her a herních principů, v popředí zájmu stojí divadlo v souvislostech meziválečné české moderny a avantgardy, barokní lidové divadlo a pohanské tradice a rituály.
Jako redaktorka a editorka připravila k vydání celou řadu odborných studií a sborníků z produkce Divadelní fakulty JAMU, recenzovala odborné studie a vedla diplomové práce. Odborné studie a stati publikovala zpravidla ve Sborníku prací Filozofické fakulty Masarykovy univerzity v Brně (dnes Theatralia), v Divadelní revui. Své výzkumy o počátcích činnosti avantgardního režiséra Jiřího Frejky (1904–1952), zakladateli Osvobozeného divadla, uveřejnila v monografii Za prostorem svět (Brno 2012).
Věnuje se také překladatelství her s genderovou tematikou nebo her autorů z okruhu LGBT, některé z těchto překladů předvedlo v rámci cyklu scénických čtení Queer Fest Divadlo Čára. V roce 2011 uvedlo její překlad hry Pauly Vogel Desdemona Východočeské divadlo v Pardubicích, v roce 2015 překlad hry Claire Dowie Měním se v chlapa Divadlo X10 v Praze.
Podílela se na projektu webové prezentace věnované české divadelní avantgardě, jehož součástí bylo také zpracování pozůstalosti avantgardního režiséra Jindřicha Honzla. Jako kurátorka připravila několik výstav věnovaných divadlu.
Dlouhodobý zájem o spojení storytellingu a pedagogické práce vtělila do eseje Zpřítomnit nepřítomné. Sorry za monolog. Spolu s dr. Ladislavou Petiškovou publikovala svoje dlouholeté výzkumy avantgardního divadla v knize Osvobozené divadlo - Na vlnách Devětsilu.
Od roku 2003 prezentovala své výzkumy formou semestrálních i jednorázových přednášek a seminářů uskutečněných na akademické půdě (FF UK Praha, FF MU Brno, KDFS Olomouc, JAMU Brno), na odborných konferencích doma i ve světě, stejně jako v institucích a prostorách otevřených veřejnosti (Centrum Gender Studies Praha, brněnská pobočka Židovského muzea v Praze, Kafe na gauči Brno, Kavárna Druhý domov Olomouc aj.).
V roce 2019 připravila a ve spolupráci s nakladatelstvím Synergie stand-up podle knihy Willa Bowena Svět bez stížností, výtěžek ze všech představení byl věnován na ochranu deštných pralesů.